# Luie Hond
Luie Hond was van 1997 tot 2007 een Friese band die reggae combineerde met ska en rockmuziek. Hun landelijke bekendheid begon toen ze werden ontdekt door Ilse DeLange en in haar voorprogramma stonden.
De band heeft bekende festivals als Lowlands en Noorderslag aangedaan en bracht door de jaren heen enkele singles uit, waarna in 2004 het debuutalbum Hier Is... uitkwam, met twee daarbij behorende videoclips. Door de pers werd al tijden geschreven dat er voor deze band een landelijk succes is weggelegd, maar toch is het mainstreamsucces uitgebleven. Toch leek er het begin van een succes te zijn, want een tweede album - Met Liefde - kwam al in de zomer van 2006. Dit album kreeg een wat meer eenduidiger geluid dan het debuutalbum, waarbij de nadruk vooral op reggae kwam te liggen.
De band sloot in 2006 contracten met platenmaatschappij PIAS en boekingskantoor Agents After All. Samen wilden deze drie partijen zorgen dat Luie Hond in 2006 definitief door zou breken, en er waren serieuze plannen: van de CD werden bijvoorbeeld drie singles genomen, met drie videoclips. Ook werd kritischer gekeken naar de inhoud van het album: de band heeft zelf bepaalde nummers bewust niet op het album gezet, omdat ze er achteraf niet tevreden over waren.
Op Met Liefde staat het nummer Poes In De Playboy waar De Jeugd van Tegenwoordig als gastmuzikant op te beluisteren was. De videoclip hiervan werd uitgeroepen tot TMF Superclip. Het had er alle schijn van dat Luie Hond in 2006 definitief ging doorbreken bij een groter publiek en daarom mochten ze drie concerten geven op Lowlands. Het ging ook redelijk goed, maar toch niet als verwacht. In oktober 2007 kondigde Luie Hond haar einde aan door gebrek aan geld en motivatie.

## Bandleden
- Joris Mous, zanger en gitarist
- Wyno Bruinsma, gitarist
- Johan Viswat, basgitarist
- Andries van Wieren, drums
- Arjan Kiel, keyboard
- Bart Dalenoord, percussie

## Discografie
- Albums:
  - Liever Live Dan Moe, 1999; livealbum, eigen beheer
  - Hier Is..., 2004; AG-Music
  - Met Liefde, 21 augustus 2006; PIAS
- Singles:
  - Voedoe, 2000; eigen beheer
  - Alles Wat Ik Wil, 2000; eigen beheer
  - Jaloezie, 2001; eigen beheer
  - Jaloezie, 2001; BMG
  - Voedoe, 2002; BMG
  - Zwart Meisje, 2003; AG-Music
  - Nummertje, 2004; AG-Music
  - Bons Gekregen, 2004; AG-Music
  - Poes In De Playboy, 21 juli 2006; PIAS, met De Jeugd van Tegenwoordig
  - Beter Af, 13 november 2006; PIAS
  - Danshal Koningin, 2007; PIAS
  - Recht Je Rug, 2007; PIAS